# Microdrosophila setulosa
Microdrosophila setulosa är en tvåvingeart som beskrevs av Zhang 1989. Microdrosophila setulosa ingår i släktet Microdrosophila och familjen daggflugor. Inga underarter finns listade i Catalogue of Life.